# Analys av ett mord
Analys av ett mord (engelska: Anatomy of a Murder) är en amerikansk kriminalfilm från 1959 i regi av Otto Preminger. Filmen är baserad på den bästsäljande romanen Mordets anatomi från 1958, skriven av en domare i Michigans  högsta domstol, John D. Voelker, under pseudonymen Robert Traver. Voelker baserade romanen på en mordfall från 1952 där han varit försvarsadvokat. I huvudrollerna ses James Stewart, Lee Remick, Ben Gazzara, Eve Arden, George C. Scott, Arthur O'Connell och Kathryn Grant. Domaren i filmen spelas av Joseph N. Welch, en riktig advokat, känd för att ha gisslat Joseph McCarthy under senatsförhören 1954. Detta var en av de första mainstream Hollywoodfilmer som konkret avhandlade ämnena sex och våldtäkt. Filmen innehåller en av Saul Bass mest hyllade förtexter och filmmusik av Duke Ellington, som också medverkar i filmen. Analys av ett mord har beskrivits av en juridikprofessor som "förmodligen det finaste exemplet på en äkta rättegångsfilm som någonsin gjorts".

## Handling
I en småstad i Michigan, bor advokat Paul Biegler (Stewart), en före detta distriktsåklagare som inte blivit omvald och istället tillbringar större delen av sin tid åt fiske, spela piano och umgås med sin alkoholiserade vän och kollega Parnell McCarthy (O'Connell) samt sin lätt hånfulla och skeptiska sekreterare Maida Rutledge (Arden).
En dag kontaktas Biegler av Laura Manion (Remick), hustru till löjtnant Frederick "Manny" Manion (Gazzara), som har gripits för mordet på gästgivaren Bernard "Barney" Quill. Manion förnekar inte mord, men hävdar att det var hämnd för att Quill våldtog hans fru. 
Även med ett sådant motiv vore det svårt att få Manion friad från mordåtalet, men Manion påstår sig heller inte ha något minne av händelsen. Det tyder på att han skulle kunna vara berättigad till ett försvar grundat på att han drabbats av en slags tillfällig sinnessjukdom och inte kunnat kontrollera sina handlingar. Biegler beslutar sig efter en del betänkligheter och överväganden att ta sig an uppdraget att försvara Manion. 
Det hela utvecklar sig och kompliceras vidare under rättegången som följer. Bieglers tillbakalutade uppträdande döljer ett skarpt juridisk sinne och en benägenhet att ställa till med tricks i rättssalen, och domaren har fullt sjå med att hålla det hela under kontroll. Det går samtidigt inget bra för försvaret, särskilt eftersom den lokala åklagaren (West) bistås av den kraftfulla åklagaren Claude Dancer (Scott) från justitieministerns departement. 

## Om filmen
Manuset bygger på boken Mordets anatomi av Robert Traver (egentligen John D. Voelker) om den riktiga mordrättegången, som skedde efter ett mord vid Big Bay Lumberjack Tavern i Michigan.
Filmen nominerades till sju Oscars, bland annat bästa film, bästa manliga huvudroll (James Stewart) och bästa manliga biroll (både Arthur O'Connell och George C. Scott).

## Rollista
| - James Stewart – advokaten Paul Biegler - Lee Remick – Laura Manion - Ben Gazzara – löjtnant Frederick Manion - Arthur O'Connell – Parnell Emmett McCarthy - Eve Arden – Maida Rutledge, Bieglers sekreterare - Kathryn Grant – Mary Pilant - George C. Scott – Claude Dancer, biträdande åklagare - Orson Bean – doktor Matthew Smith - Russ Brown – George Lemon - Murray Hamilton – Alphonse Paquette | - Brooks West – Mitch Lodwick, åklagare - Ken Lynch – James Durgo, polis - John Qualen – Sulo, sheriff - Howard McNear – doktor Dompierre - Emily Eby – Mrs. Welbourne - Alexander Campbell – doktor W. Gregory Harcourt - Jimmy Conlin – Clarence Madigan - Joseph Kearns – Lloyd Burke - Joseph N. Welch – domare Weaver - Duke Ellington – "Pie-Eye" |

## Bakgrund
Den 31 juli 1952 sköt och dödade Lt. Coleman A. Peterson Maurice Chenoweth i Big Bay i Michigan. Voelker anlitades som försvarsadvokat några dagar senare. Rättegången inleddes den 15 september 1952 och biträdande justitieminister Irving Beattie assisterade Marquette Countys åklagare Edward Thomas. Voelker använde en sällsynt variant av försvar på grund av sinnessjukdom, kallad "oemotståndlig impuls" för att peka på att Peterson varit otillräknelig, vilken inte hade använts i Michigan sedan 1886. Juryn överlade i fyra timmar den 23 september 1952, innan den återvände med sitt utslag: icke skyldig på grund av sinnessjukdom. Två dagar senare, undersöktes Peterson av en psykiater som bedömde honom fullt frisk och han släpptes. Peterson och hans fru skilde sig strax efter rättegången.